# Criteri di congruenza dei triangoli
In geometria, i criteri di congruenza dei triangoli sono un postulato e due teoremi tramite i quali è possibile dimostrare la congruenza fra triangoli, nel caso alcuni loro angoli o lati siano congruenti.
I criteri di congruenza sono tre, a cui se ne può aggiungere un quarto che altro non è che una formulazione alternativa del secondo.

## Primo criterio
Questo criterio va preso come postulato. Euclide, negli Elementi, ne dà una dimostrazione, effettuata tramite il trasporto di segmenti e di angoli (I, 4). Questo metodo, tuttavia, non è valido, come è stato mostrato dalla matematica moderna, quindi l'intera dimostrazione viene invalidata, come ha fatto notare David Hilbert. Questo criterio costituisce l'assioma III.6 degli assiomi di Hilbert.
Esso non può essere generalizzato nella forma due triangoli sono congruenti se hanno un angolo, uno dei lati ad esso adiacenti e il lato ad esso opposto ordinatamente congruenti, come si fa nel secondo criterio.
Viene chiamato anche Criterio LAL (Lato-Angolo-Lato).

## Secondo criterio
Se si ammette valido il quinto postulato di Euclide, si può dimostrare che la somma degli angoli interni di un triangolo è sempre uguale ad un angolo piatto; per questo motivo, se si conoscono due angoli di un triangolo è sempre possibile determinarne il terzo, e quindi il criterio è generalizzabile in: Due triangoli sono congruenti se hanno ordinatamente un lato e due angoli qualsiasi congruenti.
Il secondo criterio (nella sua formulazione originale) è però dimostrabile senza far uso del quinto postulato di Euclide. Per questo i libri di testo sono soliti riportare entrambe le formulazioni, e spesso la seconda  (quella che fa uso del teorema sulla somma degli angoli interni di un triangolo) viene detta secondo criterio generalizzato.
Viene chiamato anche Criterio ALA (Angolo-Lato-Angolo).

### Dimostrazione
Si considerino i triangoli ABC e A'B'C'.
Per ipotesi, AC e A'C' sono congruenti, come gli angoli in A e in A' e gli angoli in C e in C'.
Ora ammettiamo, per assurdo che i due triangoli non siano congruenti. Allora AB > A'B' o AB < A'B'. Si consideri il caso in cui AB > A'B' (sarebbe analogo considerare l'altro caso.)
Allora esiste un punto P interno ad AB tale che AP sia congruente ad A'B'.
I triangoli APC e A'B'C' avrebbero:
- AP e A'B' congruenti (per costruzione);
- AC e A'C' congruenti (per ipotesi);
- Gli angoli in A e in A' congruenti (sempre per ipotesi);

Così, per il primo criterio, il triangolo APC sarebbe congruente ad A'B'C'. Allora l'angolo {\displaystyle A{\hat {C}}P} sarebbe congruente con quello in C'. Ma, per ipotesi, anche {\displaystyle A{\hat {C}}B} è congruente all'angolo in C'. Così per la proprietà transitiva della congruenza, {\displaystyle A{\hat {C}}P} sarebbe congruente con {\displaystyle A{\hat {C}}B} che è assurdo. Dunque non rimane altro che negare l'ipotesi che i due triangoli non siano congruenti, ovvero la tesi.

### Generalizzazione
Altri testi, seguendo la linea dimostrativa degli Elementi di Euclide, dimostrano anche un ulteriore criterio, il quale afferma che due triangoli sono congruenti se hanno ordinatamente congruenti due angoli e un lato. Spesso questa formulazione viene detta quarto criterio di congruenza o generalizzazione del secondo criterio di congruenza.

## Terzo criterio
In Elementi I, 8 Euclide dà una dimostrazione di questo teorema utilizzando il movimento rigido. Come avviene per la proposizione I, 4 (primo criterio di congruenza), la dimostrazione euclidea non è valida, ma la matematica moderna si avvale di un'altra dimostrazione per la quale questo criterio non va considerato postulato.
Viene chiamato anche Criterio LLL (Lato-Lato-Lato).

### Dimostrazione
Siano ABC, A'B'C' due triangoli con AB = A'B', AC = A'C', BC = B'C'. Si costruisca, in B, nel semipiano creato da BC non contenente A un angolo uguale a quello in B' e il lato BA" congruente a B'A' e si tracci la congiungente A"C.
Ora i triangoli A'B'C' e A"BC hanno due lati congruenti (BC = B'C' per ipotesi, BA" = B'A' per costruzione), e congruente l'angolo tra essi compreso (A"BC = A'B'C' per costruzione). Dunque sono congruenti per il primo criterio.
In particolare, A'C'=A"C da cui, per la proprietà transitiva, AC=A"C.
Si tracci quindi la congiungente AA". Essendo il triangolo BAA" isoscele (esso ha infatti due lati uguali , AB = A'B' per ipotesi, BA" = B'A' per costruzione, quindi AB = BA"  per la proprietà transitiva), gli angoli BA"A e BAA" sono congruenti. Per lo stesso motivo CAA"=CA"A. Ma quindi BA"A+CA"A=BAA"+CAA", perché somme di angoli congruenti, BAC=BA"C .
I triangoli ABC e A"BC hanno allora due lati ed un angolo congruenti (AB=A"B , AC=A"C), BAC=BA"C), quindi sono congruenti per il primo criterio. Ma anche A'B'C' è congruente ad A"BC, quindi, per la proprietà transitiva, ABC = A'B'C' C.V.D.

## Quarto criterio

### Dimostrazione
Siano, per ipotesi, l'angolo A=A' e C=C' e il lato AB=A'B', la dimostrazione della tesi AC=A'C' (per la quale i triangoli sarebbero congruenti per il secondo criterio) deve essere eseguita per assurdo. Si nega quindi la tesi, ovvero AC≠A'C' e non è limitativo supporre che AC>A'C'. Per il postulato del trasporto dei segmenti, ciò implica che esiste un estremo D su AC tale che AD=A'C'.
Unisco D con B e considero il triangolo ADB; per il primo criterio i due triangoli ABD e A'B'C' sono congruenti e, in particolare, l'angolo D=C' e, quindi, per proprietà transitiva, D=C. I due angoli D e C saranno quindi coincidenti.

## Triangoli rettangoli
Nel caso dei triangoli rettangoli, un angolo è sempre noto: quello retto. In più, grazie al teorema di Pitagora, avendo due lati è sempre possibile determinare il terzo. Di conseguenza, i tre criteri possono essere semplificati:
- due triangoli rettangoli sono congruenti quando hanno due cateti congruenti
- due triangoli rettangoli sono congruenti quando hanno uno degli angoli acuti e l'ipotenusa, oppure un cateto, congruenti
- due triangoli rettangoli sono congruenti quando hanno un cateto e l'ipotenusa congruenti

Occorre tener presente il fatto che, anche se il teorema di Pitagora rende banale l'ultima delle tre affermazioni precedenti, esso non è però necessario ai fini della sua dimostrazione. Per la dimostrazione del teorema di Pitagora sono infatti necessari altri concetti oltre a quello di congruenza, e cioè quello di equivalenza (più precisamente, di equiscomponibilità) oppure quello di similitudine.
Per dimostrarlo senza il teorema di Pitagora, infatti, basta ottenere il secondo triangolo dal ribaltamento del primo sul cateto noto: le due ipotenuse possono essere considerate come lati obliqui di un triangolo isoscele, dimostrando che gli angoli alla base (cioè quelli compresi tra l'ipotenusa e il cateto non conosciuto) sono congruenti. A questo punto basta applicare il secondo criterio di congruenza generalizzato e si è dimostrato che i due triangoli rettangoli sono congruenti.